# María Fernanda Quiroz
María Fernanda Quiroz (Ciudad de México; 25 de agosto de 1986), conocida también como Ferka, es una actriz mexicana y celebridad de telerrealidad.

## Carrera
Desde los 12 años estudió canto y baile. Posteriormente estudió actuación en el Centro de Estudios y Formación Actoral para Televisión de TV Azteca (CEFAT), de donde es egresada. 
Entre sus actuaciones destacan sus participaciones en las comedias musicales, "Vaselina", "Godspell", "Cats" y "El Grinch"; en la obra "Las preciosas ridículas"; y en cortometrajes como "En espera del ocaso", "Mirando al cielo" y "Fuego silencioso"; que fueron presentados en España y en el Festival Internacional de Cine de Morelia (FICM).
Ha participado en múltiples programas de telerrealidad mexicana, incluyendo el reality de supervivencia “La Isla” en su cuarta temporada (2015), donde terminó en quinto lugar. Participó también en la quinta temporada de “La Isla, la revancha” (2016) exclusiva para exparticipantes. En 2020 participó en el reality de competencia “Guerreros” terminando en el puesto 32 de 38 participantes. Fue concursante del reality “La casa de los famosos México” (2023), en la que fue la tercera eliminada. 
En 2024, participó en el programa de MasterChef Celebrity México siendo finalista, donde disputó el premio con Jawy Méndez y Rossana Nájera, siendo esta la ganadora.

## Vida personal
Mientras participaba en Guerreros 2020 inició una relación con su compañero Christian Estrada. En julio de 2020 la pareja terminó en malos términos durante la transmisión del programa, sin embargo anunciaron que estaban saliendo nuevamente en agosto de ese año. En febrero de 2021 la pareja anunció que estaban a la espera de su primer hijo. El 21 de agosto de 2021, dio a luz a un varón. En octubre de 2022 la pareja anunció su separación.
En 2023 conoce a Jorge Losa, quien conoció en La casa de los famosos México, a inicios de 2024 tuvieron una ruptura y regresaron semanas después.

## Filmografía

### Televisión
| Año       | Título                           | Papel                                        | Notas                       |
| --------- | -------------------------------- | -------------------------------------------- | --------------------------- |
| 2001-2002 | El juego de la vida              |                                              |                             |
| 2004      | La vida es una canción           | Ella Misma                                   |                             |
| 2006      | Montecristo                      | Érika García                                 |                             |
| 2007      | Se busca un hombre               | Silvia                                       |                             |
| 2008      | Tengo todo excepto a ti          | Ambar                                        |                             |
| 2008      | Deseo prohibido                  | Elena Valle Ocampo                           |                             |
| 2009      | Pasión morena                    | Jazmín                                       |                             |
| 2011      | Lucho en familia                 | Amalia                                       | Reparto Principal           |
| 2012      | Quererte así                     | Gaby Navarrete Duncan/ Gaby Navarrete García |                             |
| 2013      | Destino                          | Jenifer Fernández "La Jenifer"               |                             |
| 2014      | Las Bravo                        | Rosa "Roxana" Quiroga                        |                             |
| 2015      | La Isla, el Reality              | Ella misma                                   | 14.ª eliminada              |
| 2016      | Un día cualquiera                | Telma                                        |                             |
| 2016      | La Isla, el Reality: La Revancha | Ella misma                                   | 14.ª eliminada              |
| 2016      | Rosario Tijeras                  | Yolanda                                      |                             |
| 2017      | Señora Acero                     | Frida Cuevas                                 | Temporada 4; Recurrente     |
| 2017      | La doble vida de Estela Carrillo | Romina                                       |                             |
| 2020      | Guerreros                        | Ella misma                                   | 6.ª eliminada               |
| 2022      | Inseparables: amor al límite     | Ella misma                                   | Tercera temporada; ganadora |
| 2022      | Las estrellas bailan en Hoy      | Ella misma                                   | 3.er Lugar                  |
| 2023      | La casa de los famosos México    | Ella misma                                   | 3.ª eliminada               |
| 2024      | MasterChef Celebrity México      | Ella misma                                   | Finalista                   |
| 2024-     | Venga la alegría fin de semana   | Ella misma                                   | Presentadora                |